# تاتسورو أوكادا
تاتسورو أوكادا (باليابانية: 奥田 達朗) (20 سبتمبر 1988 في نارا في اليابان – )؛ هو لاعب كرة قدم ياباني سابق كان يلعب كحارس مرمى.

## وصلات خارجية
- تاتسورو أوكادا على موقع رابطة كرة القدم اليابانية للمحترفين (اليابانية)
- تاتسورو أوكادا على موقع قاعدة بيانات كرة القدم.إي يو (الإنجليزية)
- تاتسورو أوكادا على موقع Soccerway.com (الإنجليزية)
- تاتسورو أوكادا على موقع عالم كرة القدم.نت (الإنجليزية)
- تاتسورو أوكادا على موقع كووورة